# Dmytro Tsjyhrynskyj
Dmytro Anatolijovych Tsjyhrynskyj (Oekraïens: Дмитро Анатолійович Чигринський - Izjaslav, 7 november 1986) is een Oekraïens betaald voetballer die bij voorkeur centraal in de verdediging speelt. Hij tekende in september 2021 een driejarig contract bij Ionikos Nikeas, nadat hij sinds juli 2021 clubloos was. Tsjyhrynskyj debuteerde in 2006 in het Oekraïens voetbalelftal.

## Clubcarrière
Tsjyhrynskyj begon met voetballen in de jeugd van Karpaty Lviv. Toen hij veertien was, nam Sjachtar Donetsk hem op in de jeugdopleiding. Hier speelde hij vanaf 2004 in het eerste elftal, een verhuurperiode bij Metalurh Zaporizhzhya in 2005 uitgezonderd. Met Sjachtar won Tsjyhrynskyj in Oekraïne twee landstitels (2006, 2008), twee nationale bekers (2004, 2008) en de supercup (2008). In 2004 debuteerde hij tegen FC Barcelona in de UEFA Champions League. In het seizoen 2008/2009 won Tsjyhrynskyj met Sjachtar de UEFA Cup.
Op 31 augustus 2009 tekende Tsjyhrynskyj een vijfjarig contract bij FC Barcelona. Barça betaalde een bedrag 25 miljoen euro. Eind 2009 won hij met de club de FIFA Club World Cup, gevolgd door de Spaanse landstitel in mei 2010. Met twaalf competitieduels dat jaar was de inbreng van Tsjyhrynskyj niet wat speler en club ervan hadden gehoopt. Hij keerde in juli 2010 daarom voor 15 miljoen euro terug naar Sjachtar Donetsk.
Na nog eens 4,5 jaar bij Sjachtar waren Tsjyhrynskyj en de club op elkaar uitgekeken. Daarop werd in februari 2015 met wederzijdse instemming zijn contract ontbonden. Iets meer dan een week later tekende Tsjyhrynskyj een contract tot het einde van het seizoen bij Dnipro Dnipropetrovsk, op dat moment net als Sjachtar actief in de Vysjtsja Liha. In juni 2016 tekende Tsjyhrynskyj een tweejarig contract, met een optie tot verlenging van een jaar, bij AEK Athene. In maart 2018 verlengde hij zijn contract tot de zomer van 2020. In juli 2021 vertrok hij transfervrij bij AEK Athene, om vervolgens in september 2021 een driejarig contract te tekenen bij Ionikos Nikeas.

### Statistieken
| Seizoen                       | Club                  | Land                 | Competitie       | Duels | Doelp. |
| ----------------------------- | --------------------- | -------------------- | ---------------- | ----- | ------ |
| 2003/04                       | Sjachtar Donetsk      | Vlag van Oekraïne    | Vysjtsja Liha    | 1     | 0      |
| 2004/05                       | Sjachtar Donetsk      | Vlag van Oekraïne    | Vysjtsja Liha    | 0     | 0      |
| 2005/06                       | → Metaloerh Zaporizja | Vlag van Oekraïne    | Vysjtsja Liha    | 15    | 2      |
| 2005/06                       | Sjachtar Donetsk      | Vlag van Oekraïne    | Vysjtsja Liha    | 10    | 3      |
| 2006/07                       | Sjachtar Donetsk      | Vlag van Oekraïne    | Vysjtsja Liha    | 17    | 0      |
| 2007/08                       | Sjachtar Donetsk      | Vlag van Oekraïne    | Vysjtsja Liha    | 26    | 3      |
| 2008/09                       | Sjachtar Donetsk      | Vlag van Oekraïne    | Vysjtsja Liha    | 23    | 2      |
| 2009/10                       | FC Barcelona          | Vlag van Spanje      | Primera División | 12    | 0      |
| 2010/11                       | Sjachtar Donetsk      | Vlag van Oekraïne    | Vysjtsja Liha    | 16    | 2      |
| 2011/12                       | Sjachtar Donetsk      | Vlag van Oekraïne    | Vysjtsja Liha    | 6     | 0      |
| 2012/13                       | Sjachtar Donetsk      | Vlag van Oekraïne    | Vysjtsja Liha    | 11    | 1      |
| 2013/14                       | Sjachtar Donetsk      | Vlag van Oekraïne    | Vysjtsja Liha    | 3     | 1      |
| 2014/15                       | Sjachtar Donetsk      | Vlag van Oekraïne    | Vysjtsja Liha    | 1     | 0      |
| 2014/15                       | Dnipro Dnipropetrovsk | Vlag van Oekraïne    | Vysjtsja Liha    | 3     | 0      |
| 2015/16                       | Dnipro Dnipropetrovsk | Vlag van Oekraïne    | Vysjtsja Liha    | 13    | 1      |
| 2016/17                       | AEK Athene            | Vlag van Griekenland | Super League     | 16    | 1      |
| 2017/18                       | AEK Athene            | Vlag van Griekenland | Super League     | 2     | 0      |
| Totaal                        | Totaal                | Totaal               | Totaal           | 175   | 16     |
| Bijgewerkt op 2 augustus 2017 |                       |                      |                  |       |        |

## Interlandcarrière
Tsjyhrynskyj debuteerde in 2006 het nationale elftal van Oekraïne. In 2006 was hij verliezend finalist op het EK onder 21 en behoorde de verdediger tot de selectie voor het WK. Hij speelde niet op dit laatste toernooi.

## Erelijst
Als speler
 Sjachtar Donetsk
- Vysjtsja Liha/Premjer Liha: 2004/05, 2005/06, 2007/08, 2010/11, 2012/13
- Beker van Oekraïne: 2007/08, 2012/13
- Oekraïense Supercup: 2008, 2013
- UEFA Cup: 2008/09

 FC Barcelona
- FIFA Club World Cup: 2009
- Primera División: 2009/10

 AEK Athene
- Super League: 2017/18

Individueel
- Europees kampioenschap onder 21 Team van het Toernooi: 2006